# Knölval
Knölvalen (Megaptera novaeangliae) är ett däggdjur som tillhör bardvalarna och placeras som ensam art i släktet Megaptera. Den är en stor val, som vuxen mäter den ungefär 11-18 meter och väger omkring 36 ton. Den är välkänd för sina språng upp över vattenytan och för sin sång. Knölvalen förekommer i oceaner runt hela jordklotet och är eftertraktad av valskådare.

## Utseende

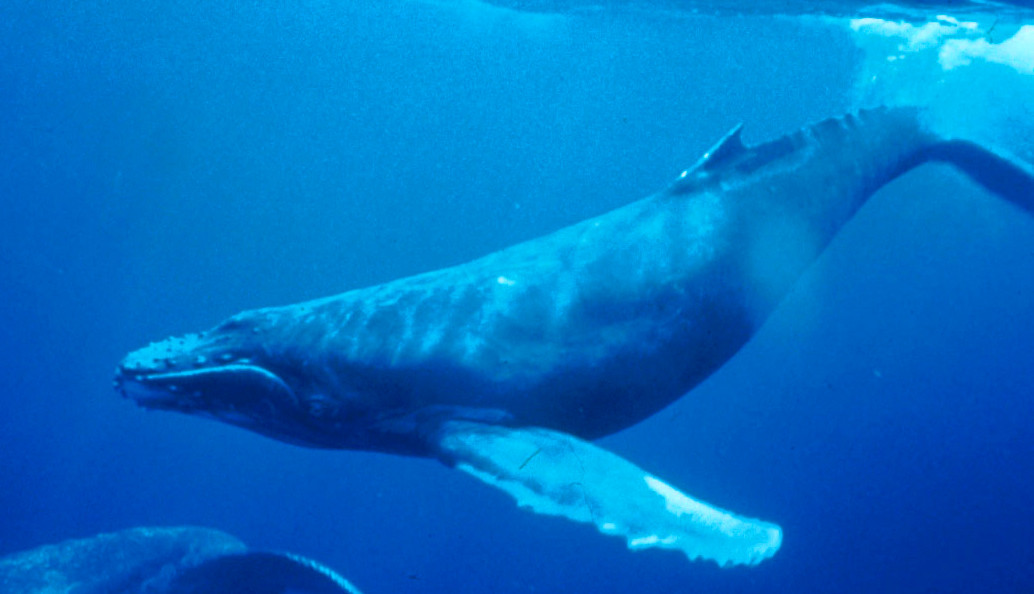
Knölval, Megaptera novaeangliae. Här syns de vårtor som finns i stor mängd runt underkäken och munnen samt de långa bröstfenorna.

Knölvalen har en kraftig och tjock kropp med en tydlig puckel på ryggen. Den har stora vårtliknande knölar spridda över huvudet och underkäken vilket är ombildade hårsäckar. Stjärtfenan har en ojämn vågig bakre kant. Ofta växer havstulpaner på valens knölar och ojämnheter vilket gör dessa mer accentuerade. Knölvalen är svart på översidan och ljusare på undersidan.
Stjärten och stjärtfenan utgör upp emot en tredjedel av kroppslängden och har, liksom bröstfenorna individuella svarta och vita markeringar, vilket gör det möjligt för forskare att identifiera olika exemplar. Bröstfenornas storlek har förbryllat forskare och olika förklaringar har sökts i bland annat manöverförmåga och temperaturreglering.
Antalet barder varierar mellan 270 och 400 på varje sida och är genomsnittligen 0,6 meter långa och 0,3 meter breda Barderna är mörka. Från underkäken löper 14 till 35 djupa fåror längs med ungefär halva kroppen. Dessa är tydligare än hos närbesläktade arter.
Den lilla ryggfenan är synlig strax efter att valen gått upp för att andas men har försvunnit under ytan när stjärten lyfts över vattenytan. Blåsstrålen är vid och sträcker sig omkring 3 meter.
Honorna är ofta någon meter större än hanarna. Den maximala storleken är omkring 19 meter och 40 ton och den genomsnittliga vikten ligger vid 30 ton. Den genomsnittliga längden ligger för honor vid 13,7 meter och för hannar vid 12,9 meter. Bröstfenorna kan då vara upp till 6 meter långa. Tack vare en synlig flik, omkring 15 cm i diameter, i genitalregionen hos honor, kan könen särskiljas om undersidan är synlig. Hanens penis är så gott som alltid dold i genitaliespringan.

## Utbredning

Knölvalens utbredning

Knölvalen finns i alla större hav i ett brett band mellan 60°S och 65°N latitud. Den vandrar långa sträckor och tillbringar sommaren i kallare vatten närmare polerna medan kalvningen sker i varmare tropiska eller subtropiska vatten närmare ekvatorn. Årliga förflyttningar på 16 000 km kan förekomma. I Arabiska sjön finns en population som aldrig lämnar dessa tropiska vatten. Arten saknas i östra Medelhavet, Östersjön och Norra Ishavet. 

### Fynd i Sverige
Knölval förekommer sällsynt utanför sitt utbredningsområde. Den 22 augusti 2008 observerades en individ  utanför Tylösand. I maj 2016 påträffades en knölval i Östersjön utanför Valdemarsvik. Valen filmades av sportfiskare inne på grunt vatten nära land. 20 april 2021 upptäcktes en strandad död knölval på sydöstra Öland. Vid ett flertal tillfällen har knölvalar även synts till vid Bergnäsbron i Luleå. 

## Ekologi

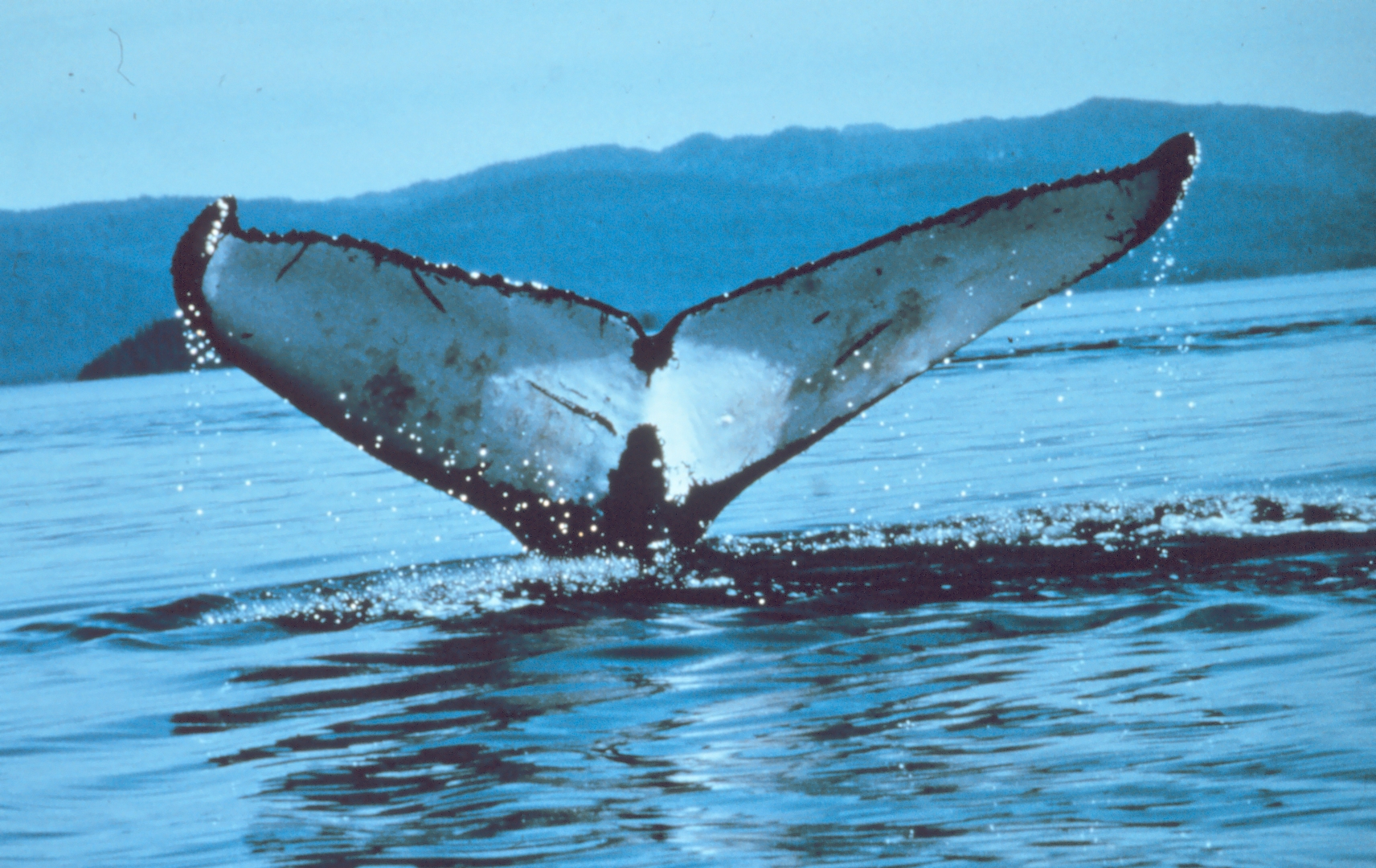
Knölval, Megaptera novaeangliae. Stjärtfenans ojämna bakre kant och de svarta och vita mönstren på stjärt- och bröstfenor låter forskare enkelt individbestämma knölvalar.

Knölvalens sociala struktur är en löst sammanhållen flock. Valen simmar ensam eller i små tillfälliga grupper. Under sommarhalvåret stannar de ibland i större grupper för att jaga och äta gemensamt. Vissa grupper och vissa par håller ihop under längre tid, månader eller år. Knölvalens utbredningsområde överlappar många andra valars och delfiners men samröre med andra arter är ovanligt. Den simmar vanligen med en hastighet på 6–12 km/h men under vandringar ökar hastigheten upp till 27 km/h. Knölvalen håller ofta större delar av kroppen ovanför vattenytan och den genomför uppseendeväckande hopp.
Liksom andra fenvalar vandrar de mellan varma regioner, där de parar sig och föder sina ungar, och kalla havsområden som är rika på föda. Vandringen är kopplad till årstiderna och utförs vanligen djupt under vattenytan och bara för att andas, när en landmassa ligger i vägen eller vid födosök kommer de upp till ytan.
Parningsuppvaktningen äger rum på vintern. En invecklad kamp om honans gunst utspelas mellan 2 och 20 hanar som använder en mängd olika medel för att etablera dominans. Hannarna kan till och med såra varandra under striden. Sången (se nedan) antas spela en viktig roll men dess exakta funktioner är fortfarande okända. Alla manövrar och ljud som används i parningsstriderna har också observerats hos ensamma valar och man antar därför att de kan vara mer generella kommunikationssignaler.

### Valsång

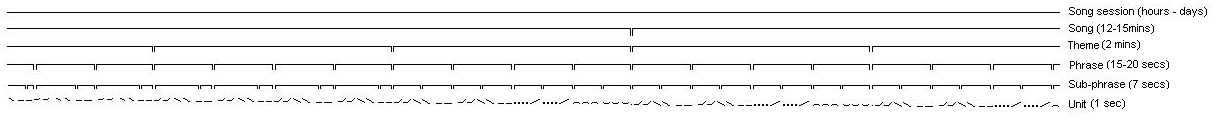
Schematisk bild av knölvalens sång

Knölvalen är känd för sina långa och varierade "sånger" och det är bara hannarna som sjunger dem, honor har däremot en rad andra läten. Valarna repeterar sekvenser av lågfrekventa ljud mellan 20 och 5 000 Hz i timtal, ibland i flera dygn. Sången förekommer endast under parningssäsongen och det antas att sången spelar roll vid val av partner. Valens sång är individuell och utvecklas långsamt utan upprepningar.
Sångens räckvidd är beroende på frekvensen och vattnets temperatur. Den största delen kan höras över 30 km och vissa delar av sången registrerades med hjälp av undervattensmikrofon 180 km bort, i kalla havsområden var utbredningen ännu längre.

### Föda

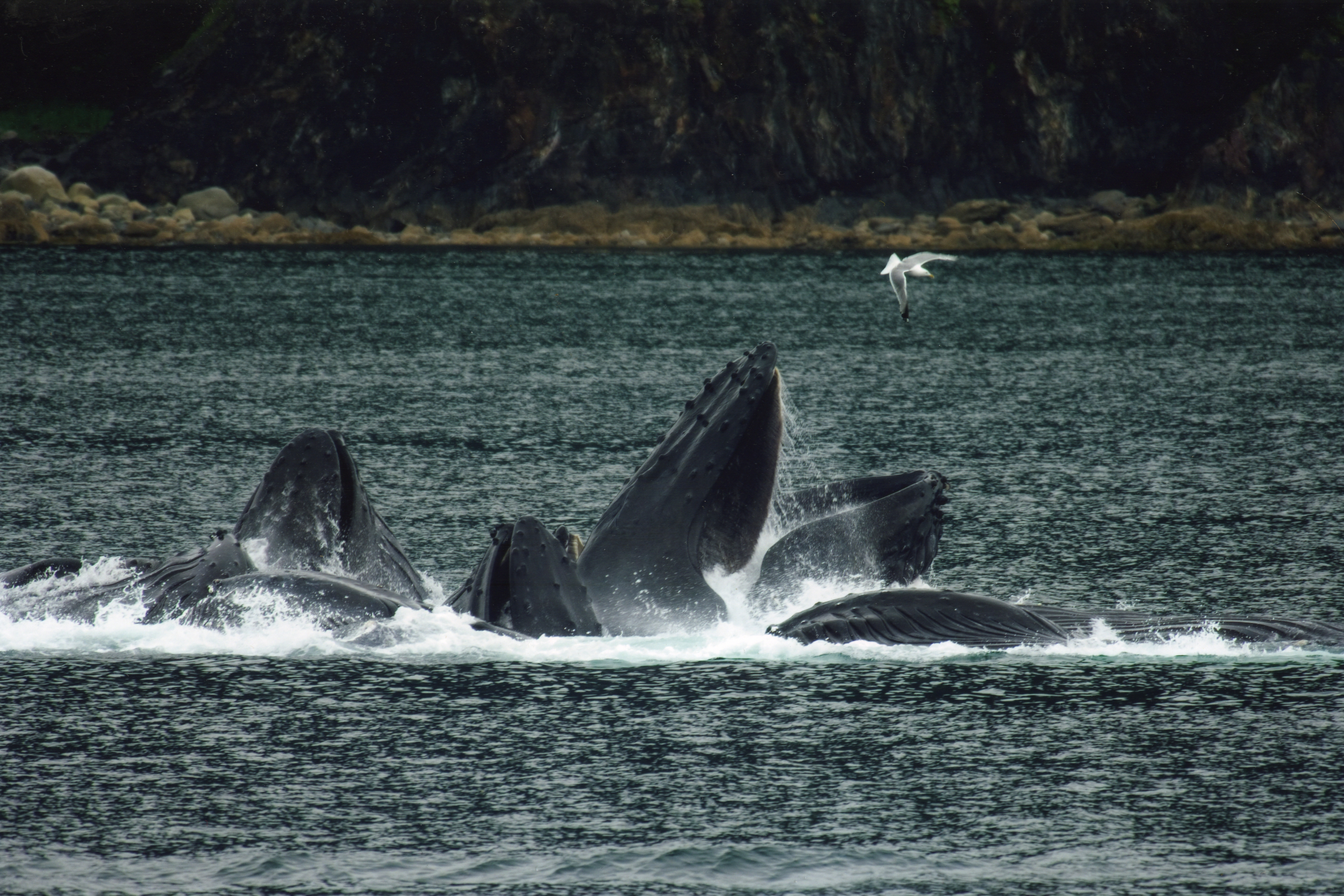
Knölvalar kommer upp under bytesstimmet som pressats upp mot ytan med ett bubbelnät.

Knölvalen äter endast under jaktsäsongen som infaller under sommarhalvåret i respektive hemisfär. Under resten av året lever den av fettreserver. Jakten går till som hos andra valar, där bytet omringas med luftbubblor (bubbelnät) och styrs upp mot ytan, men kan också ta formen av en mer direkt attack eller av att bytet temporärt bedövas med hjälp av slag mot ytan med bröstfenor eller stjärtfenor. Krill jagas främst kring Antarktis och Australien med bubbelmetoden, större byten som mindre stimfisk, bland annat sill, med de aggressivare metoderna. I norra Atlanten utgörs födan till 95 procent av fisk. Valarna kan också använda bubbelnät gemensamt i grupp och då skapa bubbelnät med en diameter om 30 meter. Luftbubblorna blåses ut genom blåshålet och bildar en visuell barriär som stänger inne bytesstimmet. Valarna krymper sedan cirkeln och stiger slutligen upp mot ytan med vidöppen mun och sväljer tusentals bytesdjur på en gång.
En naturlig fiende till knölvalen är späckhuggaren. Vuxna individer kan oftast klara sig undan men kalvar löper troligen större risk att falla offer för attackerna.

### Fortplantning
Honor fortplantar sig oftast vartannat år. Dräktigheten varar ungefär 11 månader, men trots det förekommer det att honor fortplantar sig två år i rad.
Kalven är vid födseln 4 till 5 meter lång och väger cirka 1 300 kg. Den diar modern i sex månader innan den börjar söka egen föda och slutar inte helt att dia förrän vid omkring ett års ålder. Den är då närmare 9 meter lång. Könsmognad uppnås vid 4 till 5 års ålder. Något eller några år senare är valen fullt utvuxen.
För livslängden finns olika uppgifter, några källor nämner 30 till 40 år. medan andra uppger 70 till 80 år.

## Systematik

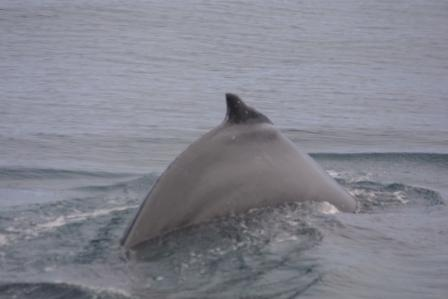
Knölval, Megaptera novaeangliae, den typiska puckeln syns strax innan stjärtfenan kommer upp över ytan och valen slutligen dyker.

Knölvalen är den enda medlemmen i släktet Megaptera och förs till en egen underfamilj Megapterinae inom familjen fenvalar (Balaenoptiidae) som även omfattar åtta andra bardvalar. Det vetenskapliga namnet betyder ungefär "stora vingen från New England", vilket syftar på bröstfenorna och regionen där arten syntes ofta när den beskrevs.
Efter utförda molekylärgenetiska undersökningar antas att knölvalen är närmast släkt med gråvalen (Eschrichtius robustus) och andra fenvalar med undantag av vikval (Balaenoptera acutorostrata) och antarktisk vikval (Balaenoptera bonaerensis).

## Knölvalen och människan
Knölvalen har varit känd så länge människan seglat på haven. Den utpekas som en möjlig källa till legender om sjöormar och sirenernas lockande sång. Badande som hört valens sång har intygat att denna kan ge obehag eftersom de djupa tonerna får bröstkorgen hos en människa att vibrera.
I sällsynta fall kan knölvalar förstöra fiskeredskap.

### Status och hot

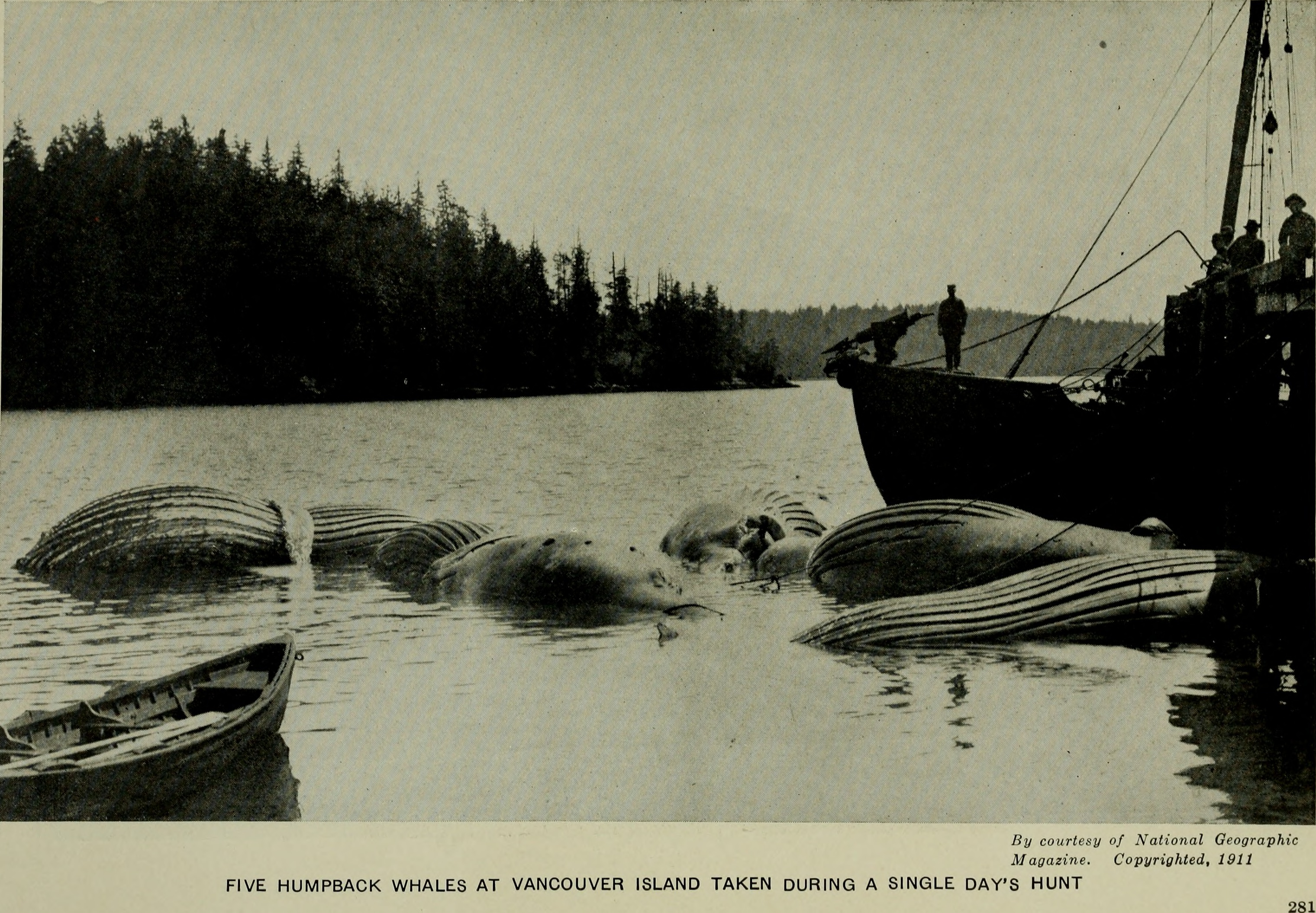
Fotografi från tidigt 1900-tal av knölvalar som dödats av valfångare utanför Vancouver Island.

Knölvalen kan vara den av de stora bardvalarna som snabbast återhämtar sig efter att trycket från valfångst lättade. Den har jagats av människan sedan i varje fall slutet av 1500-tal med störst fångstryck på 1900-talet. När det var som värst på 1960-talet kan arten ha varit nere på bara 5000 individer. År 1966 infördes ett förbud mot kommersiell valfångst, men jakten på knölval upphörde inte för det. Först kring sekelskiftet 2000 hade jakten upphört, utöver enstaka fångster. År 2018 uppskattades populationen utgöras av ungefär 84 000 adulta valar, vilket innebär ungefär 135 000 individer totalt i Nordatlanten, norra Stilla havet och på södra halvklotet. På grund av antalet adulta individer, dess stora utbredning och att utvecklingstrenden är positiv så kategoriseras knölvalen idag som livskraftig (LC) av IUCN. Dock finns det subpopulationer, som den i Arabiska havet som fortfarande är hotade.

### Namn
Det svenska trivialnamnet syftar på de stora vårtliknande knölar som finns spridda över huvudet och underkäken. Tidigare har arten även kallats puckelval.
Det vetenskapliga släktnamnet är bildat av de grekiska orden megas (stor) och pteron (vinge). Det syftar på artens stora bröstfenor. Artepitetet är bildat av latin nova (ny) och Anglia (England) för New England i USA.

### Valfångst

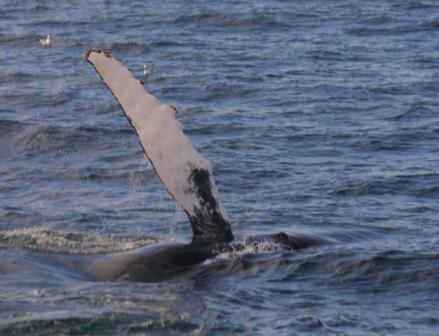
En knölval ska just smälla till vattenytan med bröstfenan. Det är inte helt klarlagt hur detta beteende påverkar valens överlevnad.

Efter den första kända fångsten 1608 utanför Nantucket dröjde det till 1700-talet innan den kommersiella potentialen hos arten blev uppenbar. Omkring 90% av populationen försvann som följd av allt intensivare valjakt under 1800-talet och fram till 1966, när fångststopp infördes.
De enda platser där jakt på knölval är tillåten idag är havet utanför Saint Vincent och Grenadinerna, där ett fåtal exemplar får fångas årligen.
Hela population uppskattas med omkring 80 000 individer.

### Valskådning
Knölvalen är nyfiken och orädd, och är ett tacksamt objekt för valskådning. Idag finns organiserad valskådning av knölval bland annat utanför de amerikanska delstaterna Washington, Oregon och Alaska, utanför mexikanska Cabo San Lucas (på Baja California), i Biscayabukten, norr om Sydney, utanför New England och utanför Snaefellsneshalvön på västra Island. Spektakulära uppvisningar av blåsande och hoppande knölvalar är mycket uppskattade.
En hona med unge kan vara farlig genom den kraft det enorma djuret förmår uppbåda. Honan försöker som regel aggressivt placera sig emellan sin unge och företeelser hon upplever som hot.
En knölvalshane som är albino och som tros ha fötts 1990 har i många år varit en särskild sevärdhet utanför Australiens östkust. Han kallas Migaloo (viting på ett aboriginspråk) och för att skydda valen från stress har en skyddszon på 500 meter runt om valen proklamerats. År 2006 iakttogs dessutom en vit kalv nära Australien.

### Forskning
Knölvalens fysik var länge väl känd genom valjakten, men många aspekter av dess sociala liv och förflyttningsbeteenden blev inte kartlagda förrän på 1960-70-talen. Rapporter som publicerades då gav allmänheten intrycket att knölvalen hade särskilt hög intelligens och skapade sympati för arten. Idag tror man inte att valens intellektuella förmåga är särskilt framstående.
Tack vare att individer kan identifieras genom formen på stjärtfenans bakkant har knölvalen blivit den mest studerade av de stora valarna - sådan identifikation är inte möjlig för någon av de andra stora valarna. För Nordatlanten finns en komplett katalog över alla identifierade individer. Liknande fotograferingsprojekt har startats även för andra populationer.